# 편전
편전(중국어: 片箭) 또는 애기살은 조선의 주요 무기 가운데 하나이다. 보통 화살의 절반 정도 크기로 30cm 남짓한 짧은 화살을 대나무를 반으로 쪼갠 통아라는 기구를 이용해 발사하는 구조로, 일종의 총열인 통아를 통해 시위를 떠날 때 자세가 안정되어 정확성이 높아지며, 일반 화살보다 사거리와 살상력이 뛰어나다는 강점이 있다.
이수광의 《지봉유설》에서는 일본인들이 중국의 창술이나 일본의 총과 함께 천하에 으뜸가는 무기로 꼽는다고 소개하고 있다.

## 개설
애기살의 유래에 대해서는 조선 후기의 실학자 이덕무가 쓴 《청장관전서》에, 대몽항쟁 당시 고려의 중경유수(中京留守)였던 김강신(金强伸)이라는 인물이 몽골 병사에게 포위되어 무기가 다 떨어졌을 때 엽전으로 화살촉을 만들어 쓰다가 몽골 병사의 화살 하나를 얻으면 넷으로 잘라서 통편(筒鞭)에 넣어 쏘았고, 이것이 편전의 시초라고 적고 있어, 고려 시대에 이미 한반도에 존재하고 있었던 무기임을 짐작할 수 있다. 한편 이규경의 《오주연문장전산고》(五洲衍文長箋散稿)에는 《자치통감》(資治通鑑)에서 당(唐) 말기 절서에서 반란을 일으킨 왕영(王郢)을 명주(明州) 진알(鎭遏)에서 죽인 유거용(劉巨容)이 당시 사용했다는 통사(筒射)에서 유래한 것으로 주장하였는데, 이는 측천무후(則天武后) 때 제작했다는 통사에서 애기살이 유래했다는  《태종실록》의 설명과도 같다.
《고려사》, 《고려사절요》 및 《조선왕조실록》에서는 조선의 태조로 즉위하게 되는 이성계(李成桂)가 그의 전장에서 애기살을 주로 사용하였다는 기록을 전하고 있다. 공민왕(恭愍王) 19년(1370년)의 요동정벌을 지휘한 이성계가 압록강을 건너 원의 동녕부(東寧府)를 공격할 때, 우라산성(亐羅山城)에 웅거한 추장(酋長) 고안위(高安慰)를 치면서 옆에 있던 사람의 활을 빌려 애기살을 쏘아서 70여 번의 화살을 모두 얼굴에 맞혔다고 하며, 지리산 근처 운봉에서 아지발도가 이끄는 왜구를 진압할 때도, 전면전을 앞두고 고려군을 도발하는 왜장에게 이성계가 애기살을 쏘아 쓰러뜨리고 왜구의 기세를 꺾은 일화가 수록되어 있다.
편전의 사거리에 대해 《태종실록》에서는 애기살의 사거리가 200보(240미터)에 이른다고 하는가 하면, 《세종실록》 세종 27년의 기록에는 애기살의 사거리가 300보(360미터)가 된다는 기록이 있다. 조선 중기의 문신 정탁(鄭琢)은 "편전은 멀리 쏘는데 장점이 있다"며 "30~40보 거리에서는 2명을 쓰러트릴 수 있고, 100보까지는 1명을 쓰러트릴 수 있으며, 200보까지도 중상을 입힐 수 있다.는 기록을 남겼다. 화살의 길이가 짧기 때문에 적에게 쏘아도 적이 그 화살을 다시 쏠 수 없으며, 통아에 숨겨진 작은 화살을 쏘는 구조 문제상 발사된 뒤에도 적은 그 애기살이 날아오는 것을 볼 수 없고 피하는 것도 어렵다. 통아에 작은 화살을 장전해 쏘는 것은 배우기 어려운 기술로, 연습 과정에서 잘못해 활잡이의 팔목을 꿰뚫는 사고가 발생하는 경우도 많았다. 임진왜란 시기 유성룡의 기록에 의하면 조선군이 일본과 전투할 시 애기살이 약 1천보(450m)까지 날아갔다는 기록이 있다.
조선 초기의 무과 제도에서 초장은 편전을 갖고 시험하게 되어 있었다. 애기살은 또한 중요한 군사기밀로 취급되어, 《세종실록》에는 세종 17년에 왕이 애기살 쏘는 기술이 변방의 여진족에게 새어나갈 경우 및 그것을 방지할 방법에 대해 의논하도록 상정소에 명을 내렸고, 19년에는 의정부에서 왜관의 일본인이 장난 삼아 편전 쏘는 시늉을 하고 있는 것이 조선 관인에게 포착되었는데, 부산포를 지키던 조선 군인으로부터 편전 쏘는 법을 배웠다는 진술에 따라 각 포구에서는 외국인이 있는 자리에서는 애기살 쏘는 훈련을 하지 않도록 건의하였다고 한다.
기원 1000년좌우 시기에 비잔틴제국에서 사용했다가 소실됐다는 기록도 있고 중국에서도 사용했던 기록이 있다.

## 참고 문헌
- 정진명 《한국의 활쏘기》, 학민사, 1999.
- 유세현, '조선시대 편전과 통아', 국궁논문집 제1집, 온깍지궁사회, 2001
- 온깍지궁사회, '애기살 쏘기 복원방안', 국궁논문집 제3집, 고두미, 2003
- 민승기 《조선의 무기와 갑옷》 가람기획, 2004년
- 소설 '애기살', 충북작가, 충북작가회의, 2014

## 편전이 등장하는 매체
판타지소설
- 가우리 《강철의 열제》(2006년)
- 이영도 《피를 마시는 새》(2005년) - 작중 등장인물인 제국군 9014 독립중대장 니어엘 헨로 수교위가 애기살의 명수로 등장하며, 보통 활보다 사거리가길고 속도도 빠르다고 묘사되어 있다.

웹툰 (네이버)
- 고일권 《칼부림》(2013년)

드라마
- KBS 수목드라마 《추노 - 도망노비를 쫓는 자》(천성일 극본 · 박진석 연출, 2010년)
- MBC 월화사극 《기황후》(이성준 연출 · 정경순 극본, 2014년)

영화
- 김유진 감독 《신기전》(2008년)
- 김한민 감독 《최종병기 활》(2011년)
- 이재규 감독 《역린》(2014년)